# Onchogamasus virguncula
Onchogamasus virguncula är en spindeldjursart som beskrevs av Lee 1973. Onchogamasus virguncula ingår i släktet Onchogamasus och familjen Ologamasidae. Inga underarter finns listade i Catalogue of Life.